# Mesocestoididae
Mesocestoididae sind eine Familie der Echten Bandwürmer. Endwirte sind Vögel und Säugetiere, in deren Dünndarm der Bandwurm parasitiert. Die Familie enthält zwei Gattungen: Mesocestoides und Mesogyna. Die Zuordnung zu den Cyclophyllidea ist sowohl nach morphologischen, als auch genetischen Untersuchungen mittlerweile umstritten.
Bei den Vertretern handelt es sich um kleine bis mittelgroße Bandwürmer. Der Kopf (Scolex) trägt vier Saugnäpfe, ein Rostellum fehlt. Jedes Bandwurmglied (Proglottis) hat einen Satz Geschlechtsorgane. Die Geschlechtsöffnung liegt auf der Unterseite, etwa mittig. Hoden, Ovar und Dottersack liegen im Parenchym jedes Gliedes. Das Parauterinorgan ist mit Eiern ausgefüllt.